# ジャニーズWEST LIVE TOUR 2018 WESTival
『ジャニーズWEST LIVE TOUR 2018 WESTival』(ジャニーズ ウエスト ライブ ツアー 2018 ウェスティバル)は、ジャニーズWESTの8枚目のライブ・ビデオ。2018年10月24日にジャニーズ・エンタテイメントから発売。

## 概要
- 前作『ジャニーズWEST LIVE TOUR 2017 なうぇすと』から約1年ぶりのリリースとなる。

- 初回仕様(DVD)、初回仕様(Blu-ray)、通常仕様(DVD)、通常仕様(Blu-ray)の4形態で発売され、それぞれ各仕様ともに異なる。

- 本作は、今年の1月〜5月にかけて開催したアリーナツアー『ジャニーズWEST LIVE TOUR 2018 WESTival』より、3月28日の大阪城ホール公演の模様を収録。

- 全形態には、ジャニーズWEST初の試みとなる〝ツアー密着型バラエティ”『未来ダイアリー』をSPECIAL REELとして収録。

## 封入特典

### 初回仕様
1. 40Pブックレット ※初回スペシャルパッケージ

### 通常盤
1. 8Pブックレット

## 収録曲

### 本編映像

#### Disc 1
1. Overture
2. おーさか☆愛・EYE・哀
3. 浪速看板息子 〜なめたらあかん〜
4. ズンドコ パラダイス
5. Inter
6. Parade!!
7. プリンシパルの君へ
8. SHE IS MY...
9. 何万回だって「君が好き」
10. コントコーナー
  1. Inter
  2. 執事WEST
  3. ダルマさんがこ〜ろんだ♪
  4. スローモーションFESTival
11. 僕ら今日も生きている
12. もう1%
13. OH LA LA
14. ドラゴンドッグ
15. MC
16. Jr.コーナー
  1. さくらガール
  2. Gravity
  3. 関西アイランド
  4. UME強引オン!
17. 乗り越しラブストーリー - 桐山照史・重岡大毅
18. GOD DAMN - 濵田崇裕・神山智洋
19. Into Your Eyes - 中間淳太・藤井流星・小瀧望
20. 2nd Overture
21. PARA! PARA! チャ〜ハン
22. ホルモン 〜関西に伝わりしダイアモンド〜
23. アカンLOVE 〜純情愛やで〜
24. バリ ハピ
25. 人生は素晴らしい
26. 逆転Winner
27. ジパング・おおきに大作戦
28. Inter
29. Evoke
30. Baby Good!!!
31. パリピポアンセム

#### Disc 2
ENCORE
1. 考えるな、燃えろ!!
2. ギラギラブベイベー
3. Ya! Hot! Hot!
4. ええじゃないか

### 特典映像「SPECIAL REEL」
Disc 2
1. 未来ダイアリー